# Аменемхет I
Аменемхет I је био први владар дванаесте династије, за коју се сматра да је основала Средње краљевство. Владао је од 1991. до 1962. године п. н. е..
Аменемхет I није био краљевског рода, па је био присиљен предузме посебне мере којим би оснажио свој ауторитет фараона. Међу тим мерама су била књижевна дела (Пророчанство Неферти, Инструкције Аменемхета) и повратак изградњи комплекса у облику пирамида карактеристичних за владаре шесте династије.
Наследио га је син Сенусрет I. Сматра се да су њих двојица заједно владали најмање 10 година, и то је први пример сувладарства оца и сина у египатској историји. Стела са двоструким датумом спомиње 30. годину Анемемхетове и 10. годину Сенусретове владавине. Одатле следи да је Сенусрет постао сувладар у Аменемхетовој 20. години владавине.
Верује се да је Аменемхет убијен у завери док је спавао. За то време је његов син водио поход на Либију.